# Winny Puhh
Winny Puhh — эстонская рок-группа, образованная в 1993 году учениками гимназии города Пылва Ове Мюстингом, Индреком Вахеойей и Олафом Сандером. В составе группы выступают на регулярной основе два барабанщика: Олаф Сандер и Кристиян Оден. Известна своим провокационным имиджем.

## Карьера
Группа образовалась в 1993 году, сыграв первый тур в 1997 году. По словам гитариста Ове Мюстинга, группа выступала не больше раза в год, находясь в состоянии распада с 1997 по 2001 годы. Только в 2005 году она выпустила первый альбом «Täämba õdagu praadimi kunna» (Похоже на жаркий день) спустя 13 лет после образования. В 2006 году песня «Nuudlid ja hapupiim» (Лапша со сметаной) попала в список лучших хитов Raadio 2, а в 2008 году клип на песню «Vanamutt» (Старуха) был номинирован на премию Eesti Muusikaauhinnad. В 2009 году в хит-парад Raadio 2 попала песня «Peegelpõrand» (Зеркальный пол), в записи которой участвовал хип-хоп исполнитель G-Enka (Генри Кырвиц).
Настоящую славу в Европе группе принесло выступление на национальном отборе на Евровидение-2013 с песней «Meiecundimees üks Korsakov läks eile Lätti» (Корсаков, наш мужик, вчера собрался в Латвию). Группа выиграла полуфинал отбора: во время живого выступления музыканты вращались на страховке, а в телеверсии очень быстро менялись кадры. В финале группа стала третьей, пропустив в суперфинал Биргит Ыйгемеэль и Грете Пайю. После этого группа попала на обложки многих европейских модных журналов (в том числе итальянской версии Vogue), выступила в качестве хедлайнеров на европейских фестивалях и удостоилась права выступить на Парижской неделе моды от американского дизайнера Рика Оуэнса. По словам группы, это было для них большой честью, так как Оуэнс отказался в своё время приглашать Майкла Джексона и Канье Уэста. Тем не менее, критики утверждают, что группа могла поехать на Евровидение, если бы не песня с крайне неполиткорректным и непристойным содержанием.
Выступление группы попало в 206-й выпуск интернет-шоу «This is Хорошо».

## Состав
- Индрек Вахеойя (Korraldajaonu) – вокал
- Сильвер Лепасте (Kartauto) – гитара
- Ове Мюстинг (Jürnas Farmer) – гитара
- Индрек Нымм (Koeraonu) – бас-гитара
- Кристиян Оден (Väikepax) – ударные
- Олаф Сандер (Doktor O) – ударные

## Стиль
Критики выделяют вокал Индрека Вахеойя, который не столько поёт, сколько «ритмично, дерзко... орёт». Вахеойя известен как ведущий утреннего шоу на эстонском радио. Стиль и имидж выступления группы сравнивают с Bloodhound Gang, хотя сами музыканты признаются, что черпали вдохновение в творчестве группы «Сектор Газа». Сама группа известна эпатажными костюмами и масками, которые музыканты постоянно покупают в городе на рынках для выступления — так, музыканты уже выступали в женских костюмах, врачебных халатах, носках вместо трусов. В отборе на Евровидение-2013 все музыканты выступали в масках.
На многих рок-фестивалях группа устраивает эпатажные выходки, включающие различные акробатические трюки, поджигание и даже стриптиз. Также провокационный характер носят тексты песен — в них упоминаются педофилы и насильники, описываются абсурдные картины; во время гастролей в России, в Санкт-Петербурге музыканты свободно общались со зрителями, не стесняясь в выражениях.

## Дискография
- Täämba õdagu praadimi kunna (Legendaarne Rokenroll Records, 2006)
- Brääznik (Legendaarne Rokenroll Records, 2010)
- Kes Küsib (Legendaarne Rokenroll Records, 2014)

### Статьи
- Vidrik Võsoberg. Winny Puhh ajab udu ja teeb uut plaati. LõunaLeht, 7 июля 2009  (эст.)
- Mari Leosk. Setod: Winny Puhh pole mingid setod. LõunaLeht, 28 января 2010  (эст.)
- Russell Smith. Who (or what) is Winny Puhh? You'd know if you saw the Eurovision Song Contest. The Globe and Mail, 3 апреля 2013  (англ.)